# Seznam dílů seriálu Mrcha od vedle
Toto je seznam dílů seriálu Mrcha od vedle. Seriál byl premiérově vysílán v letech 2012–2013 na americké stanici ABC. Vzniklo 26 dílů seriálu. V Česku měl seriál premiéru v roce 2014 na stanici Prima Love. 
Šest z třinácti dílů natočených během první řady bylo při premiéře odvysíláno až uprostřed řady druhé. Díly byly uvedeny v jiném pořadí než byly natočeny, což narušilo dějovou kontinuitu (zejména Jamesovo vystoupení v pořadu Dancing with the Stars a jak June hledá novou práci). Mezinárodní uveřejnění na Netflixu dějovou návaznost napravuje.

## Přehled řad
| Řada | Díly | Premiéra v USA | Premiéra v USA  | Premiéra v ČR   | Premiéra v ČR   |
| Řada | Díly | První díl      | Poslední díl    | První díl       | Poslední díl    |
| ---- | ---- | -------------- | --------------- | --------------- | --------------- |
| 1    | 7    | 11. dubna 2012 | 23. května 2012 | 4. března 2014  | 12. března 2014 |
| 2    | 19   | 23. října 2012 | 6. září 2014    | 13. března 2014 | 8. dubna 2014   |

## Seznam dílů

### První řada (2012)
| Č. v seriálu | Č. v řadě | Původní název  | Český název               | Režie            | Scénář                        | Premiéra v USA  | Premiéra v ČR   | Prod. kód | Pořadí na Netflixu |
| ------------ | --------- | -------------- | ------------------------- | ---------------- | ----------------------------- | --------------- | --------------- | --------- | ------------------ |
| 1            | 1         | Pilot…         | —                         | Jason Winer      | Nahnatchka Khan               | 11. dubna 2012  | 4. března 2014  | 1ATF79    | řada 1, díl 1      |
| 2            | 2         | Daddy's Girl…  | Tátova holčička           | Michael Spiller  | Nahnatchka Khan               | 18. dubna 2012  | 5. března 2014  | 1ATF01    | řada 1, díl 2      |
| 3            | 3         | Parent Trap…   | Chloe a zodpovědnost      | Chris Koch       | Sally Bradford McKenna        | 25. dubna 2012  | 6. března 2014  | 1ATF09    | řada 1, díl 10     |
| 4            | 4         | The Wedding…   | Svatba                    | Chris Koch       | Casey Johnson a David Windsor | 2. května 2012  | 7. března 2014  | 1ATF04    | řada 1, díl 5      |
| 5            | 5         | Making Rent…   | Jak vydělat na nájem      | Michael Spiller  | Corey Nickerson               | 9. května 2012  | 10. března 2014 | 1ATF03    | řada 1, díl 4      |
| 6            | 6         | It's Just Sex… | Nezávazný sex             | Nanette Burstein | Billy Finnegan                | 16. května 2012 | 11. března 2014 | 1ATF07    | řada 1, díl 8      |
| 7            | 7         | Shitagi Nashi… | Vysoká coura bez kalhotek | Wendey Stanzler  | Casey Johnson a David Windsor | 23. května 2012 | 12. března 2014 | 1ATF10    | řada 1, díl 11     |

### Druhá řada (2012–2014)
| Č. v seriálu | Č. v řadě | Původní název              | Český název             | Režie             | Scénář                        | Premiéra v USA     | Premiéra v ČR   | Prod. kód | Pořadí na Netflixu |
| ------------ | --------- | -------------------------- | ----------------------- | ----------------- | ----------------------------- | ------------------ | --------------- | --------- | ------------------ |
| 8            | 1         | A Reunion…                 | Setkání po letech       | Wendey Stanzler   | Nahnatchka Khan               | 23. října 2012     | 13. března 2014 | 2ATF01    | řada 2, díl 1      |
| 9            | 2         | Love and Monsters…         | Láska a příšery         | Victor Nelli, Jr. | Sally Bradford McKenna        | 30. října 2012     | 14. března 2014 | 2ATF03    | řada 2, díl 2      |
| 10           | 3         | Sexy People…               | Kdo je sexy             | Lev L. Spiro      | Corey Nickerson               | 13. listopadu 2012 | 17. března 2014 | 2ATF04    | řada 2, díl 4      |
| 11           | 4         | It's a Miracle…            | Stal se zázrak          | Rebecca Asher     | Casey Johnson a David Windsor | 20. listopadu 2012 | 18. března 2014 | 2ATF02    | řada 2, díl 3      |
| 12           | 5         | Whatever It Takes…         | Ať to stojí co to stojí | Henry Chan        | David Hemingson               | 4. prosince 2012   | 19. března 2014 | 1ATF06    | řada 1, díl 7      |
| 13           | 6         | Bar Lies…                  | Malé a velké lži        | Aundre Johnson    | Laura McCreary                | 11. prosince 2012  | 20. března 2014 | 1ATF11    | řada 2, díl 5      |
| 14           | 7         | A Weekend in the Hamptons… | Víkend v Hamptons       | David Hemingson   | Billy Finnegan                | 18. prosince 2012  | 21. března 2014 | 1ATF12    | řada 2, díl 6      |
| 15           | 8         | Paris…                     | Nová práce              | Jeffrey Walker    | Laura McCreary                | 6. ledna 2013      | 24. března 2014 | 2ATF05    | řada 2, díl 7      |
| 16           | 9         | The Scarlet Neighbor…      | Nemravná sousedka       | Wendey Stanzler   | Laura McCreary                | 8. ledna 2013      | 25. března 2014 | 1ATF05    | řada 1, díl 6      |
| 17           | 10        | Mean Girls…                | Zlý holky               | Chris Koch        | Sally Bradford McKenna        | 13. ledna 2013     | 26. března 2014 | 1ATF02    | řada 1, díl 3      |
| 18           | 11        | Dating Games…              | Randící hry             | Gail Mancuso      | Erik Durbin                   | 15. ledna 2013     | 27. března 2014 | 2ATF08    | řada 2, díl 10     |
| 19           | 12        | The Leak…                  | James v tréninku        | Michael Spiller   | Tina Kil                      | 19. července 2014  | 28. března 2014 | 1ATF08    | řada 1, díl 9      |
| 20           | 13        | Monday June…               | Ztracené pondělí        | Fred Goss         | David Hemingson               | 26. července 2014  | 31. března 2014 | 2ATF07    | řada 2, díl 9      |
| 21           | 14        | Teddy Trouble…             | Kamarád z tábora        | Gail Mancuso      | Billy Finnegan                | 2. srpna 2014      | 1. dubna 2014   | 2ATF06    | řada 2, díl 8      |
| 22           | 15        | The D…                     | Čtyřka                  | Jeffrey Walker    | Jeff Chiang a Eric Ziobrowski | 9. srpna 2014      | 2. dubna 2014   | 2ATF09    | řada 2, díl 11     |
| 23           | 16        | The Seven Year Bitch…      | Veto                    | Stuart Bass       | Tina Kil                      | 16. srpna 2014     | 3. dubna 2014   | 2ATF10    | řada 2, díl 12     |
| 24           | 17        | Using People…              | Nevyužívej ostatní      | Michael McDonald  | Sally Bradford McKenna        | 23. srpna 2014     | 4. dubna 2014   | 2ATF11    | řada 2, díl 13     |
| 25           | 18        | Ocupado…                   | Obsazeno                | David Hemingson   | Casey Johnson a David Windsor | 30. srpna 2014     | 7. dubna 2014   | 2ATF12    | řada 2, díl 14     |
| 26           | 19        | Original Bitch…            | Původní mrcha           | Nahnatchka Khan   | Corey Nickerson               | 6. září 2014       | 8. dubna 2014   | 2ATF13    | řada 2, díl 15     |